# فرودگاه آرتور (باند متز)
فرودگاه آرتور (باند متز) (به انگلیسی: Arthur (Metz Field) Aerodrome) یک فرودگاه خصوصی است که یک باند فرود چمن دارد و طول باند آن ۳۳۵ متر است. این فرودگاه در کشور کانادا قرار دارد و در ارتفاع ۴۶۵ متری از سطح دریا واقع شده‌است.